# Bazalgette Range
Bazalgette Range är ett berg i Kanada.   Det ligger i Regional District of Mount Waddington och provinsen British Columbia, i den sydvästra delen av landet, 3 700 km väster om huvudstaden Ottawa. Toppen på Bazalgette Range är 1 411 meter över havet, eller 43 meter över den omgivande terrängen. Bredden vid basen är 0,87 km.
Terrängen runt Bazalgette Range är huvudsakligen bergig. Trakten runt Bazalgette Range är nära nog obefolkad, med mindre än två invånare per kvadratkilometer.. 
I omgivningarna runt Bazalgette Range växer i huvudsak barrskog.